# Iwaniwka (hromada Wełyka Andrusiwka)
Iwaniwka (ukr. Іванівка) – wieś na Ukrainie, w obwodzie kirowohradzkim, w rejonie aleksandryjskim, w hromadzie Wełyka Andrusiwka. W 2001 liczyła 646 mieszkańców, wśród których 603 wskazało jako ojczysty język ukraiński, 42 rosyjski, a 1 białoruski.